# 查尔斯·M·斯坦因
查尔斯·马克斯·斯坦因 （英語：Charles M. Stein，1920年3月22日—2016年11月24日）是美国斯坦福大学教授，数理统计学家。 

## 学术生涯
斯坦因是一名神童，16岁就进入芝加哥大学，1947年于哥伦比亚大学获得哲学博士学位，导师是亚伯拉罕·瓦尔德。在瓦尔德因飞机失事遇难后，由哈罗德·霍特林和西奥多·威尔伯·安德森通过了他的博士论文。 他先后在加利福尼亚大学伯克利分校和芝加哥大学任教，因为拒绝签署麦卡锡主义的效忠誓词而转往私立学校（伯克利作为公立学校要求教师必须签署），之后于1953年转到斯坦福大学统计系任教，直至逝世。
斯坦因生前是美国国家科学院院士 。

## 主要贡献
斯坦因发表的论文数量甚少，然而却以其深刻洞察力做出了多项重要贡献。其中著名者包括斯坦因悖论、詹姆斯-斯坦因估计（James-Stein estimator，简称J-S估计）、斯坦因引理和斯坦因方法。 
斯坦因悖论和詹姆斯-斯坦因估计，提出了一个乍看相当违反直觉的惊人例子，加深了人们对点估计的理解，对决策论产生重要影响。其因数学上的简洁，成为博士生数理统计课讲解点估计的重要例子。而J-S估计更是统计学中最早的收缩估计量之一，直接启迪了后世以LASSO为代表的收缩估计法。斯坦因方法是研究中心极限定理等大样本理论的有力工具，特别是随机变量不独立情形（此时证明中心极限定理一般使用的特征函数法失效）。因为其在概率论中的显著地位，斯坦因方法本身成为当代统计学和概率论一个独立的研究分支，有些大学统计系专门为这种方法开设博士生课程。

## 政治立场
斯坦因持反战立场，拒绝接受美国军方提供的研究经费。 1985年他还因参加校内反对南非种族隔离的静坐示威，拒绝警方解散的要求而被逮捕。